# Valerij Borčin
Valerij Viktorovič Borčin (in russo Валерий Викторович Борчин?; Mordovia, 11 settembre 1986) è un marciatore russo, campione olimpico della 20 km.

## Biografia
Nacque nel villaggio di Povadimovo, vicino a Saransk, nell'attuale Repubblica di Mordovia. Dopo aver praticato sollevamento pesi e corsa su lunghe distanze durante la giovinezza, iniziò a dedicarsi alla marcia a diciassette anni, a seguito di un infortunio al ginocchio. 
Nel 2004 incontrò Viktor Chegin, un rinomato allenatore di livello olimpico nella regione, e iniziò ad allenarsi con il suo gruppo. L'anno successivo, si classificò secondo nei 10 km di marcia juniores ai campionati nazionali. Tuttavia, poco dopo, ricevette una squalifica di un anno dalle competizioni, dal giugno 2005 al 2006, dopo essere risultato positivo a un test antidoping per la sostanza stimolante vietata efedrina.
Al suo ritorno alle competizioni, conquistò il titolo nazionale senior e vinse la medaglia d'argento nei 20 km di marcia agli europei di Göteborg 2006. Fece parte di una trionfante squadra russa agli europei under 23 di Debrecen 2007, vincendo la medaglia d'oro, e partecipò ai mondiali dello stesso anno, ma non riuscì a portare a termine la gara. Fu secondo a Paquillo Fernández alla Coppa del Mondo di Marcia IAAF del 2008 a Čeboksary, a maggio, contribuendo alla vittoria della Russia nella gara a squadre.
Una settimana prima dei Giochi olimpici estivi di Pechino 2008, il suo allenatore Viktor Chegin ammise che Borchin e il compagno di marcia russo Vladimir Kanaykin erano risultati positivi a un test antidoping fuori competizione svolto ad aprile di quell'anno, per l'eritropoietina (EPO), un potenziatore del sangue. Tuttavia, Borchin respinse le accuse, dichiarando di non aver mai dato un test positivo e di non aver mai allenato né parlato con gli altri marciatori russi. Venne autorizzato a competere e vinse la medaglia d'oro nei 20 km di marcia ai Giochi olimpidi. Non fu spiegato il motivo per cui fu autorizzato a competere: nonostante l'ammissione di un test positivo da parte della Federazione russa di atletica leggera, non ricevette una squalifica per doping e poté mantenere la sua medaglia e continuare a gareggiare.
L'anno successivo vinse il suo primo titolo mondiale con una vittoria ai campionati mondiali del 2009. Borchin fu assente durante la stagione del 2010, che non prevedeva grandi campionati, e tornò a competere l'anno successivo. Aprì la sua stagione 2011 con una vittoria alla 20ª edizione dell'International Race Walking Grand Prix a Rio Maior, in aprile.
Nel corso della marcia dei 20 km ai Giochi olimpici di Londra 2012, Borchin crollò a meno di 2 km dalla fine. La gara fu infine vinta dal cinese Chen Ding.

### Squalifica per doping
Nel gennaio 2015, l'Agenzia Antidoping Russa (RUSADA) annunciò la sua squalifica per otto anni, con effetto retroattivo dal 15 ottobre 2012. Inoltre, furono annullati tutti i suoi risultati ottenuti in determinati periodi: dal 14 luglio 2009 al 15 settembre 2009, dal 16 giugno 2011 al 27 settembre 2011 e dall'11 aprile 2012 al 3 settembre 2012. Questi intervalli comprendevano anche due medaglie d'oro ai Campionati del Mondo, successi che furono successivamente revocati.  
La decisione della RUSADA si basò sulle anomalie emerse nel profilo ematico del suo Passaporto Biologico, indicativi dell'uso di sostanze dopanti. Il Passaporto Biologico è uno strumento utilizzato dalle autorità antidoping che consente di monitorare nel tempo i parametri biologici degli atleti, permettendo di individuare possibili pratiche illecite senza la necessità di rilevare direttamente sostanze proibite.  
Tuttavia, la IAAF ritenne che la squalifica fosse stata applicata in modo selettivo, limitandosi ad alcuni periodi specifici. Di conseguenza, nel marzo 2015, la IAAF presentò ricorso presso il Tribunale Arbitrale dello Sport (TAS) di Losanna, contestando la retroattività limitata delle squalifiche.
Il TAS accolse il ricorso ed estese l'annullamento di tutti i risultati ottenuti da Borchin tra il 14 agosto 2009 e il 15 ottobre 2012, determinando così la perdita di ulteriori titoli e riconoscimenti.
La vicenda di Borchin inserì in un più ampio scandalo legato al doping nell'atletica leggera russa. Nel 2015, un rapporto dell'Agenzia Mondiale Antidoping (WADA) rivelò l'esistenza di un programma di doping di Stato in Russia, coinvolgendo numerosi atleti e funzionari. Questo scandalo portò a squalifiche di massa e a una crescente attenzione internazionale sulle pratiche antidoping nel Paese.
Un altro aspetto rilevante della sua carriera è il legame con Viktor Chegin, noto allenatore russo il cui metodo di allenamento fu oggetto di numerose controversie. Almeno 11 atleti sotto la sua guida furono squalificati per doping, evidenziando un problema sistemico all'interno del suo gruppo di allenamento.  
Il suo caso divenne emblematico delle problematiche legate al doping nell'atletica russa e contribuì a sollevare interrogativi sulla trasparenza e l'integrità dello sport a livello internazionale.

## Palmarès
| Anno | Manifestazione   | Sede     | Evento       | Risultato | Prestazione | Note                          |
| ---- | ---------------- | -------- | ------------ | --------- | ----------- | ----------------------------- |
| 2006 | Europei          | Göteborg | Marcia 20 km | Argento   | 1h20'00"    | Miglior prestazione personale |
| 2007 | Europei under 23 | Debrecen | Marcia 20 km | Oro       | 1h20'43"    |                               |
| 2007 | Mondiali         | Osaka    | Marcia 20 km | dnf       | dnf         |                               |
| 2008 | Giochi olimpici  | Pechino  | Marcia 20 km | Oro       | 1h19'01"    |                               |
| 2009 | Mondiali         | Berlino  | Marcia 20 km | dq        | dq          |                               |
| 2011 | Mondiali         | Taegu    | Marcia 20 km | dq        | dq          |                               |
| 2012 | Giochi olimpici  | Londra   | Marcia 20 km | dq        | dq          |                               |

## Altre competizioni internazionali
2008
- Argento in Coppa del mondo di marcia ( Čeboksary), marcia 20 km - 1h18'21"